# Aunsbjerg
Aunsbjerg eller Avnsbjerg er en herregård i Sjørslev Sogn i Silkeborg Kommune. Gårdens tilliggender udgør 304 ha agerjord, 25 ha eng, 150 ha skov, 7 ha park og 8 huse. 
Hovedbygningen rummer rester af et større trefløjet anlæg fra 1500-tallet, som engang i 1700-tallet blev kraftigt reduceret. Den nuværende vestfløj i bindingsværk er opført på kælderen af Mogens Gøyes gamle hus ved genanvendelse af gamle materialer fra denne bygning. En ny nordfløj i munkesten opførtes 1917-18 af arkitekterne C.M. Smidt og Harald Lønborg-Jensen. 
Gården er især kendt for at digteren Steen Steensen Blicher tilbragte nogen tid der i sin barndom. Gården var ejet af hans grandonkel, Steen de Steensen. Novellen "Skytten på Aunsbjerg" er inspireret af hans ophold der.
Se også: Viggo Bøegh Nielsens: “Historiske steder på Kjellerupegnen”.

## Aunsbjerg trinbræt
Rødkjærsbro-Kjellerup Banen (1912-68) – fra 1924 Silkeborg-Kjellerup-Rødkærsbro Jernbane – gik i den vestlige kant af Bakkeskov syd for Sjørslevvej. Nord for vejen lå Aunsbjerg trinbræt med et muret venteskur knap 1 km øst for herregården.
|  |  |

## Ejere af Aunsbjerg
- (1340-) Erik Christoffersen Løvenbalk
- (2. halvdel af 1300-tallet) Niels Eriksen Løvenbalk (søn)
- (?-ca. 1438) Jens Nielsen Løvenbalk (søn)
- (ca. 1438-?) Erik Jensen Løvenbalk (søn)
- (?-ca. 1500) Erik Eriksen Løvenbalk (søn)
- (ca. 1500-1509) Gert Eriksen Løvenbalk (søn)
- (1509-1518) Niels Clementsen (2/3-part) og Predbjørn Podebusk (1/3-part)
- (1518-1523) Kronen (2/3-part)
- (1523-1529) Rasmus Clementsen (2/3-part) (søn af ovennævnte Niels Clementsen)
- (1529-1544) Mogens Gøye (2/3-part)
- (1544-1584) Christoffer Gøye (eneejer)
- (1584-1595) Birgitte Bølle (enke)
- (1597-1614) Peder Marsvin (søn af Christoffer Gøyes niece)
- (1614-1622) Mette Axelsdatter Brahe (enke)
- (1622-1655) Jørgen Marsvin (søn)
- (1655) Anders Bille
- (1655-1656) Erik Bille (søn)
- (1656-1669) Mette Rosenkrantz (enke)
- (1669-1670) Christoffer Ulfeldt
- (1670-ca. 1672) Sophie Amalie Ottesdatter Krag (enke)
- (ca. 1672-1719) Greve Otto Rantzau (ny ægtemand til ovennævnte)
- (1719-1732) Baron Otto Rantzau (søn)
- (1732-1754) Steen Jørgensen
- (1752-1793) Steen de Steensen (søn)
- (1793-1798) Hans Ammitzbøll og Erik Christian Müller (parthaver)
- (1798-1802) Konsortium
- (18??-18??) Henrik Mule Hoff
- (1802-?) Hans Jacob Lindahl
- (?-1820) Maren Lindahl, f. Svinth (enke)
- (1820-1832) Laurids Christian Djørup
- (1832-1853) Forskellige ejere
- (1853-1870) Peter Christopher de Neergaard
- (1870-1907) Ida de Neergaard. f. Laussen (enke)
- (1907-1915) Harald og Peter Johansen de Neergaard
- (1916-1940) Peter Johansen de Neergaard (eneejer)
- (1940-1990) Bodil Vibeke Preetzmann, f. de Neergaard (datter) og J. Preetzmann
- (1990-) Holger Preetzmann (barnebarn af ovennævnte)